# 陸志韋
陸志韋（りく しい、1894年2月6日 – 1970年11月21日）は、中国の心理学者、言語学者、詩人。中国語の音韻史や文法研究でとくに知られる。

## 生涯

### 出生から
1894年、浙江省呉興（現在の湖州市）に生まれた。1913年に蘇州にあったキリスト教系の東呉大学を卒業。1915年にアメリカ合衆国に留学し、1920年にシカゴ大学で博士号を取得して帰国した。博士論文は「The Conditions of Retention」（記憶保持の条件）であった。
帰国後は南京高等師範学校（1921年に国立東南大学と改称、現在の南京大学）で心理学を教えた。1927年からは燕京大学の心理学主任教授をつとめ、同年成立した中国心理学会の会長になった。1933年に再びシカゴ大学に留学し、生理心理学を学んだ。1934年に燕京大学の代理校長に就任。日中戦争中も燕京大学は米国系の学校であったため、当初は日本の侵入を免れたが、太平洋戦争がはじまると日本は燕京大学を閉鎖し、陸志韋は他の教授とともに収監された。1942年5月に病気と診断されて釈放。

### 第二次世界大戦終結後
1945年8月15日に日本が無条件降伏を受け入れ開放されると、再び燕京大学代理校長として大学の復興につとめた。国共内戦を経て中華人民共和国の成立後も燕京大学にあったが、朝鮮戦争中の1952年に燕京大学はアメリカ帝国主義の拠点とみなされ、陸志韋もその手先として批判された。同年燕京大学は北京大学ほかに吸収され、陸志韋は中国社会科学院語言研究所に移った。
1966年から始まった文化大革命では、再び過去の罪状に加えて「反動学術権威」として批判され、1969年、五七幹部学校に送られてブタの世話をさせられたが、老齢であった陸志韋は耐えられずに倒れ、自宅に運ばれた。1970年に病死した。1979年にようやく名誉回復がなされた。

## 研究内容・業績
- 陸志韋は当初心理学を修めたが、1930年代末から中国語の音韻・文法などの研究を行い、むしろ中国語学者として知られている。

### 音韻関係の研究
- 音韻史の方面では中古音を推定する上で従来使われてきた反切系聯法を批判し、反切の分析に統計的な手法を使って、カールグレンのものとは異なる51の声類を導きだした[3]。
- 『古音説略』(燕京学報専号之二十、1943序、1947出版)は主に上古音に関する研究で、形声文字の声符をやはり統計的な手法を用いて分析した。
- 『古音説略』を含む音韻学関係の論文の多くは、没後に出版された『陸志韋語言学著作集』（2巻、中華書局1985）に集められている。
- 『北京話単音詞詞彙』(北京人民出版社1951)[4]は、北京語の単音節語を例文とともにラテン化新文字の順に配列したもので、単音節語だけではあるものの、従来のように文字を単位として並べるのではなく語を単位としていること、漢字の存在しない擬声語の類も載せていること、1から7の数字で品詞分類を示すことなど、多くの新しい工夫がなされている。『北京話単音詞詞彙』は日本で『岩波中国語辞典』を作るときの基礎になった[5]。
- 『漢語的構詞法』(科学出版社1957)は、複合語（熟語）の作られ方を研究した著作である。